# Chevêchette du Cap
Glaucidium capense
Espèce
Synonymes
- Noctua capensis A. Smith, 1834
(protonyme)

Statut de conservation UICN

 LC  : Préoccupation mineure
Statut CITES
La Chevêchette du Cap (Glaucidium capense) est une espèce d'oiseaux de la famille des Strigidae.

## Répartition
Cet oiseau vit en Afrique subsaharienne.

## Sous-espèces
D'après la classification de référence (version 14.1, 2024) de l'Union internationale des ornithologues, la Chevêchette du Cap possède 5 sous-espèces (ordre philogénique) :
- G. c. etchecopari Érard & Roux, 1983 — Libéria et Côte d'Ivoire ;
- G. c. castaneum Reichenow, 1893 — nord-est de la RDV et sud-ouest de l'Ouganda ;
- G. c. scheffleri Neumann, 1911 — sud de la Somalie, est du Kenya et nord-est de la Tanzanie ;
- G. c. ngamiense (Roberts, 1932 — du sud-est de la RDC et l'ouest de la Tanzanie à l'Angola, Botswana et Mozambique ;
- G. c. capense (Smith, A, 1834) — sud du Mozambique et Afrique du Sud.